# Dave Thomas (actor)
David "Dave" Thomas (San Catharines, Ontario, 20 de mayo de 1949) es un actor, cómico, escritor y director canadiense, conocido por interpretar el duo Bob and Doug McKenzie junto con Rick Morains. 
Fue criado en Durham, Carolina  del Norte, donde su padre, John E. Thomas asistió a la Universidad de Duke y se doctoró en Filosofía. 
D. Thomas asistió a las escuelas primarias George Watts y Moorehead.  Posteriormente, en 1961 la familia se mudó de nuevo a Dundas, Ontario, donde asistió a la escuela secundaria Dundas District y más tarde, se  graduó con un título de honor de Bachiller en Artes en Literatura Inglesa de la Universidad McMaster en Hamilton, Ontario. La Universidad McMaster le concedió un doctorado honorario el 20 de noviembre de 2009.

## Filmografía
- SCTV Network - serie de televisión (1976–82)
- Home to Stay (1978)
- Stripes (1981)
- Strange Brew, dirigida por él y Rick Moranis (1983)
- The Get-Along Gang (episodio piloto) - Leland Lizard (1984)
- The New Show (1984)
- Sesame Street Presents Follow That Bird (1985)
- My Man Adam (1985)
- Moving (1988)
- Love at Stake (1988)
- Rocket Boy (1989)
- The Experts, dirigida por él (1989)
- The Dave Thomas Comedy Show (1990)
- Parker Lewis Can't Lose (1991)
- Boris and Natasha: The Movie (1992)
- Cold Sweat (1993)
- Coneheads (1993)
- Ghost Mom, dirigida por él (1993)
- Public Enemy Number Two (1993)
- Kidz in the Woods (1995)
- Picture Perfect (1995)
- The Simpsons (1997, 2006)
- Pippi Longstocking (1997)
- Cosby (1999)
- King of the Hill (1999)
- Most Valuable Primate (2001)
- Rat Race (2001)
- That '70s Show (2001)
- Space Ghost Coast to Coast (2001)
- New Beachcombers (2002)
- Fancy Dancing (2002)
- Who's Your Daddy? (2003)
- Beethoven's 5th (2003)
- Brother Bear (2003) (Voz)
- Intern Academy (2004)
- White Coats (2004)
- The Aristocrats (2005)
- Santa's Slay (2005)
- Arrested Development (2005)
- Bones (2005)
- Brother Bear 2 (2006) (Voz)
- Weeds (2006)
- Bob & Doug (2008)
- Popzilla  (2009)
- How I Met Your Mother (2013)
- Bounty Hunters (2013)
- The Blacklist (2015)